# Selkäjuomussaari (ö, lat 68,99, long 27,50)
Selkäjuomussaari är en ö i Finland. Den ligger i sjön Enare träsk och i kommunen Enare i den ekonomiska regionen Norra Lappland och landskapet Lappland, i den norra delen av landet, 1 000 km norr om huvudstaden Helsingfors. Öns area är 5,5 hektar och dess största längd är 360 meter i sydväst-nordöstlig riktning.